# Jessica Ohlson
Jessica Marie Susanne Ohlson (nascida a 12 de junho de 1990) é uma política e advogada sueca. Ela foi presidente da Juventude Democrática da Suécia (SDU) de setembro a outubro de 2015 e serviu como secretária do partido Alternativa para a Suécia de 2018 a 2020. Ohlson é advogada assistente no escritório de advocacia do seu pai, Lars Ohlson AB, em Nyköping.

## Vida pessoal
Ohlson administra a sua própria empresa e uma empresa limitada chamada Min Galopphäst Sverige AB, com foco em desportos equestres.